# Линейные корабли типа «Колорадо»
Линейные корабли типа «Колорадо» или типа «Мэриленд» (англ. Colorado class) — тип линейных кораблей США. Последние супердредноуты ВМС США, построенные до заключения Вашингтонского морского договора (1922). Из заложенных четырёх корпусов кораблей типа «Колорадо» достроены и введены в состав ВМС США в 1917—1923 годах были только 3 единицы. Все они впоследствии приняли активное участие во Второй мировой войне, использовались на Тихом океане для усиления авианосных соединений и бомбардировки японских укреплённых позиций на островах. Вскоре после окончания войны, в 1947 году все линкоры этого типа были выведены в резерв в рамках программы по сокращению флота. В резерве линкоры простояли полтора десятилетия, вплоть до окончательного снятия с вооружения, как устаревшего класса кораблей, в 1959 году. Все корабли этого типа были пущены на слом и исключены из списков флота.

## История создания
В 1916 году, когда произошла Ютландская битва, Американский конгресс выделил огромные средства, которые позволяли значительно увеличить флот Соединенных Штатов. Лозунгом этого беспрецедентного рывка стала фраза: «Флот, не уступающий никому». Эту идею с огромным энтузиазмом подхватило сталелитейное и кораблестроительное лобби в конгрессе. Промышленники предвидели настоящий кораблестроительный бум и неслыханный рост доходов.
Целью американцев стало создание флота, который смог бы одновременно противостоять британцам в Атлантике и японцам на Тихом океане. Великобритания и Япония были связаны союзным договором, хотя он и не имел четкой направленности, как договор 1902 года, подписанный с целью ограничения экспансии России в Китае и на Тихом океане. Однако существование этого договора служило постоянным раздражителем для фракции англофобов в американском флоте, которые постоянно размахивали этой бумажкой, чтобы убедить конгресс утвердить невиданную программу строительства флота.
Прямым результатом заседаний конгресса стал заказ на американских верфях двенадцать самых больших и самых мощных линейных кораблей того времени. Если бы они были построены, они по всем статьям превзошли бы существующие линкоры и свели бы на нет численное превосходство англичан. Кроме того, намечалось строительство шести линейных крейсеров. Первые заказанные линкоры и стали линейными кораблями типа «Колорадо».

## Конструкция

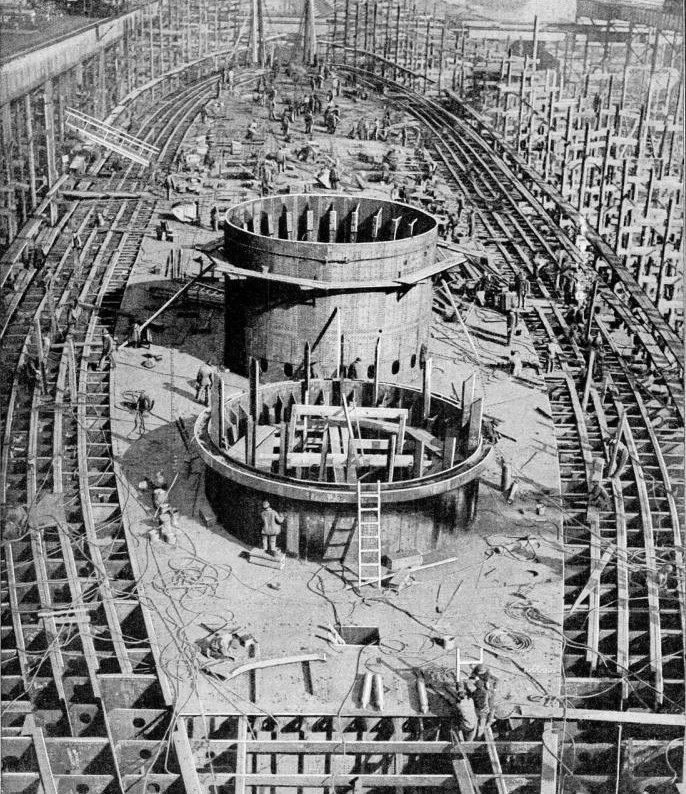
строительство Maryland BB-46

Линкоры типа «Колорадо» создавались как версия кораблей типа «Теннесси» с 16-дюймовыми орудиями главного калибра. Остальные отличия были незначительными, так, число орудий вспомогательного калибра сократилось до 12. Основные изменения во внешнем виде, по сравнению с типом «Нью-Мексико», состояли в следующем. Поскольку казематные орудия в корпусе все равно не могут эффективно использоваться в открытом море, от них полностью отказались, и борта кораблей получили более простую форму. Поскольку котельные отделения (по 4 на каждый борт) теперь располагались по большей длине корпуса, ввели вторую дымовую трубу. Опыт управления линкорами показал неудачную форму носовой надстройки и боевой рубки «Нью-Мексико». Теперь мостик стал более развитым, а боевая рубка связывалась с надстройкой двумя ярусами навесных мостиков. На новых линкорах также увеличились размеры топов мачт гиперболоидной конструкции, где разместились наблюдательные посты и посты управления огнём.
В остальном форма корпуса и надстроек повторяли «Нью-Мексико». Борта имели небольшой завал: ширина палубы полубака была на 0,6 м меньше, чем у ватерлинии. Линкоры типа «Колорадо» имели некоторую погибь верхней палубы: у диаметральной плоскости она была на фут (0,3048 м) выше, чем у бортов. Несмотря на желание усилить защиту, технологические проблемы, связанные с закалкой броневых плит толщиной свыше уже освоенных 343 мм, оставили броню практически без изменений. Из-за американской технологии дополнительная толщина броневых плит не давала существенного усиления защиты, а только добавляла несколько сот тонн веса.

### Вооружение
Новые 406-мм/45 орудия размещались в четырёх двухорудийных башнях, которые конструктивно были почти идентичны трёхорудийным на предыдущем типе, визуально отличались наличием излома по крыше. Масса снаряда 957(952,5) кг, начальная скорость 790 м/сек. Орудия имели высокую живучесть — 350 выстрелов полным зарядом. Существовало около двух десятков модификаций этого орудия, отличавшихся формой нарезки, объемом зарядной каморы, лейнерами, скрепляющими кольцами. Внешний диаметр ствола в районе зарядной каморы был равен 1359 мм, в районе затвора 1245 мм, а у дульного среза — 673 мм. Конструкция в основном повторяла 356-мм орудие, но число скрепляющих колец было больше (7 вместо 4) и был применён затворный механизм качающегося типа. Внутренняя поверхность ствола у моделей Mk8 хромировалась на глубину 0,013 мм, в результате чего живучесть возросла до 395 выстрелов. Всего было выпущено около 40 орудий всех модификаций. Хотя для этого орудия американцы выбрали комбинацию «лёгкий снаряд / умеренная скорость/ высокая живучесть ствола», защита американских «стандартных линкоров» не могла противостоять их бронебойным снарядам.
343-мм пояс «стандартного» американского линкора 406-мм снаряд пробивал до дистанции приблизительно 19 000 м. Верхняя палуба (89 мм) пробивалась с 16 600 м.
Дальность стрельбы 1016-кг снарядом составляла 173 кбт.
Только у линкоров типа «Вашингтон» с 305 мм поясом наклоненным под углом 15 °, 140 мм главной палубой и 37 мм верхней появилась зона свободного маневрирования (ЗСМ) под 1016-кг 406-мм снарядом и она простиралась от 21,3 до 27,8 тыс. ярдов (19,5—25,4 км) по критерию EL.
| Характеристики                       | Орудие Mk 1                                              | Mk 5                                                |
| ------------------------------------ | -------------------------------------------------------- | --------------------------------------------------- |
| Масса ствола с замком                | 107,0 т                                                  | 107,0 т                                             |
| Масса ствола без замка               | 104,8 т                                                  | 104,8 т                                             |
| Длина орудия                         | 18,694 м (736 дюйма)                                     | 18,694 м (736 дюйма)                                |
| Длина ствола                         | 18,288 м (720 дюймов)                                    | 18,288 м (720 дюймов)                               |
| Длина нарезов                        | 15,668 м (616,9 дюйма)                                   | 15,668 м (616,9 дюйма)                              |
| Шаг нарезки                          | длина хода нарезов — переменная с 50 калибров до 32      | длина хода нарезов — переменная с 50 калибров до 32 |
| Нарезы                               | 96 нарезов глубиной 3,81 × 6,95 мм (0,15 × 0,2735 дюйма) | 96                                                  |
| Ширина поля нарезов                  | 6,35 мм (0,25 дюйма)                                     | н. д.                                               |
| Объём зарядной камеры                | 385,3 дм³ (23 506 дюйма³)                                | 385,3 дм³ (23 506 дюйма³)                           |
| Скорострельность                     | 1,5 выстрела в минуту                                    | 1,5 выстрела в минуту                               |
| Начальная скорость                   | 952,5-кг снаряда 792 м/с (заряд SPD массой 267,6 кг)     | 1016-кг снаряда 768 м/с (заряд SPD массой 247,2 кг) |
| Максимальная дальность стрельбы, 30° | бронебойный снаряд массой 952 кг 31 360 м                | бронебойный снаряд массой 1016 кг 32 000 м          |

### Бронирование
Главный пояс набирался из закалённых снаружи крупповских плит высотой 5,18 м, верхние 3,2 м были толщиной 343 мм, а затем сужались до 203 мм на нижней кромке. Такие же плиты имели носовой и кормовой траверз.
Толщина палуб была такой же как на типе «Теннесси»: верхняя, набранная из двух слоев: 70-фунтовой стали специальной закалки (STS) на 70-фунтовой никелевой стали (NS) и противоосколочная палуба: 24,9 мм STS на 12,4 мм мягкой судостроительной стали. Такое распределение толщин палубной брони (толстая палуба вверху), на основе накопившегося опыта, в советское время председатель Научно-технического комитета Н. И. Игнатьев назвал выполненным «кверх ногами». Фугасные 406-мм снаряды проламывали броню толщиной в почти четверть своего калибра (100 мм) и для противодействия своим собственным снарядам надо либо сделать верхнюю палубу толще 100 мм, либо перенести толстую палубу вниз.
Лобовая плита башен главного калибра имела толщину 457 мм. Передняя часть боковой стенки башни имела толщину 254 мм. Задние боковые стенки и тыльная плита башни имели толщину 229 мм.
Крыша башни состояла из плит толщиной 127 мм. Кроме этого бронировались только дымоходы: защита в виде 229 мм шестигранных пирамид, барбеты — 320 мм (между 2-й и 3-й палубами 102—114 мм) и боевая рубка 406-мм стены.
Противоторпедная защита на большей части корпуса состояла из четырёх вертикальных продольных переборок. Первая имела толщину 9,5 мм и проходила в 1,3 м от борта, за ней через 0,915 м шли ещё три по 19 мм. Пространство между 1-й, 2-й и 3-й переборками было заполнено нефтью. В районе энергетической установки проходила дополнительная 9-мм переборка, отстоящая от четвёртой на 1,22 м, суммарно 69,5 мм. Максимальная глубина защиты достигала 5,3 м. Система могла противостоять взрыву 400 фунтов тротила.
В ходе серии опытов с подрывом в СССР эта система защиты и Пульзе-Литторио показали наилучшие результаты. Но американская была лучше по эксплуатационным и конструктивным качествам.

### Энергетическая установка

#### Главная энергетическая установка
Энергетическая установка кораблей типа «Колорадо» отличалась только в деталях от турбоэлектрической типа «Теннесси». Давление пара повысили до 20 атм. Два турбоагрегата («Westinghouse» на «Colorado» и «Maryland», «General Electric» на «West Virginia») приводили во вращение два 15 000-кВт генератора двухфазного переменного тока. Ток напряжением 5000 В подавался на 4 электромотора мощностью по 5424 кВт (суммарно 21 696 кВт или 29 095 л. с. [механических] или 28 900 электрических лошадиных сил), вращавших гребные валы. Пар для турбоагрегатов вырабатывали восемь котлов «Babcock & Wilcox». Проектная скорость составляла 21 узел, дальность плавания на 10 узлах ожидалась 8000 морских миль.

#### Электропитание
В дополнение к шести 300-киловаттными турбогенераторам имелись два дизель-генератора по 400 кВт — первоначально в основном для использования в порту.

#### Дальность плавания и скорость хода
По опыту Первой мировой войны на флоте США решили перейти на 15-узловую экономическую скорость вместо прежней 10-12-узловой при этом была желательна сохранение стандартной дальности в 8000 миль. Это явилось результатом анализа потерь кораблей и судов от атак подводных лодок.
Запас нефти на типе «Колорадо» составлял 1267 дл. т нормальный, 1900 дл. т полный. При наличии полного запаса и чистого днища дальность плавания составляла 6410 миль на 12 узлах или 3000 на 20-ти (через год после докования соответственно 5130 и 2400 миль). Для стандартной дальности 8000 миль на 10 узлах «Колорадо» требовалось 2100 дл. т (200 т перегруза) нефти, а остальным по 1905 дл. т.
Максимально возможный запас топлива на «Мэриленде» и «Вест Вирджинии» был 4794 дл. тонн. При максимально возможном запасе они могли пройти 9900 на 18-ти узлах.

## Представители
| Название                     | Судоверфь                 | Закладка       | Спуск на воду   | Ввод в строй                                             | Судьба                                                                                |
| ---------------------------- | ------------------------- | -------------- | --------------- | -------------------------------------------------------- | ------------------------------------------------------------------------------------- |
| Колорадо Colorado            | Нью-Йоркская верфь        | 29 мая 1919    | 22 июня 1921    | 30 августа 1923                                          | выведен в резерв 7 января 1947, снят с вооружения 1 марта 1959, пущен на слом         |
| Мэриленд Maryland            | Newport News Shipbuilding | 24 апреля 1917 | 20 марта 1920   | 21 июля 1921                                             | выведен в резерв 3 апреля 1947, снят с вооружения 1 марта 1959, пущен на слом         |
| Вашингтон Washinghton        | Нью-Йоркская верфь        | 30 июня 1919   | 1 сентября 1921 | Не достроен в связи с решением Вашингтонской конференции | Потоплен 25 ноября 1924 линкором «Texas» в ходе учений                                |
| Вест Вирджиния West Virginia | Newport News Shipbuilding | 12 апреля 1920 | 12 ноября 1921  | 1 декабря 1923                                           | выведен в резерв 9 января 1947, снят с вооружения 15 сентября 1959, отправлен на слом |

## Модернизации
На середину 20-х корабли «Большой Пятёрки» считались достаточно современными. Американские специалисты старались модернизировать более старые корабли до их уровня. Поскольку броневая и противоторпедная защиты считались вполне достаточными, а следовало только учесть угрозу со стороны авиации, перечень работ включал: улучшение антигазовой защиты, добавление 51 мм брони на главную бронепалубу (1319 тонн), утолщение крыш башен, замена снарядов главного калибра и связанная с этим замена подъёмников боезапаса, установку новых приборов управления стрельбой. Предполагалось установить на каждый корабль по две 4-ствольных установки 28-мм автоматов и заменить главные механизмы, чтобы сохранить скорость. Рассматривался также вариант установки бортовых булей — не столько в качестве средства ПТЗ, сколько для компенсации увеличения верхнего веса и уменьшения осадки. Но на них в 20-е и 30-е годы изменения оказались минимальными: замена зениток, появление катапульт и бортовых самолётов, а также более совершенных приборов управления стрельбой.
Большую модернизацию до войны успел пройти только «Мэриленд», корабль получил були, отстоящие от обшивки на 6 футов (1,83 м) и имевшие 12,7-мм стенки и 9,5-мм крышу. По верхней палубе над силовой установкой добавили 31,7-мм плиты стали высокого сопротивления (HTS).
Расчётная зона неуязвимости от 406-мм снарядов (масса 1016 кг, начальная скорость 768 м/с) находилась от 19 000 до 24 600 м.
Катастрофа в Перл-Харборе заставила поставить на первое по важности место усиление палубной брони, на второе усиление зенитной артиллерии. Предусматривалось снятие 765-тонной боевой рубки с коммуникационной трубой, 460-тонных дымоходов, установка двухслойных булей (наружный слой отстоял от обшивки на 2,74 м, внутренний — на 1,54 м), усиление горизонтальной брони. Кроме 31,7-мм плит HTS на верхней палубе вторую палубу усилили 51-мм плитами STS (76 мм в районе погребов). Крыши башен заменили на 178-мм плиты, а на «Вест Вирджинию» поставили даже 184-мм, изготовленные для нового линкора «Айова». На корабли поставили легкие боевые рубки с 127-мм стенками.
Увеличение ширины корпуса до 32,94 м моряки считали недостаточным, считая, что высота верхней кромки пояса над водой должна быть не менее 2,4 м (реально на 0,7-0,9 м меньше). Корабли в результате получили новые зенитные современные универсальные 127-мм/38 орудия и автоматы (почти 600 тонн), 1362 дл. тонн дополнительной палубной брони, более широкие були (ширина корпуса стала 34,77 м) и корабли больше не могли проходить Панамским каналом.
Линкоры «Колорадо» и «Мэриленд» долгое время нельзя было вывести из строя для дополнительной модернизации. В ноябре 1943-го с обоих линкоров сняли два из 10 127-мм/51 орудий и все «чикагские пианино». Американская промышленность смогла обеспечить флот достаточным количеством «бофорсов», и эти два корабля получили по 6 счетверенных и по четыре спаренные установки. Пулеметы сняли, а число «эрликонов» слегка уменьшили: до 42 и 40 стволов. Число «эрликонов» постоянно менялось: например, на «Мэриленд» добавили 6, затем ещё 4, а потом два сняли.
Последнюю крупную модернизации всех старых линкоров планировалось провести летом-осенью 1945 года. Провести эти работы помешали конец войны на Тихом океане и здравый рассудок.

## Оценка проекта
В США были построены линкоры типа «Колорадо» с восемью 406-мм орудиями. В Японии был построен линкор «Нагато» с восемью 410-мм орудиями и строился однотипный ему «Муцу». В рамках Вашингтонского соглашения, Великобритания получила право построить линейные корабли типа «Нельсон», как ответ на американские линкоры типа «Колорадо» и японские типа «Нагато». Новые британские линкоры были по сути 23-узловым вариантом линейных крейсеров типа «G3». Все они долго были единственными линкорами своих флотов, спроектированными и построенными с учётом опыта Первой мировой войны.
| Сравнительные ТТХ линкоров.                      |                           |               |                        |
| характеристики                                   | «Колорадо»                | «Нагато»      | «Нельсон»              |
| Страна                                           | Соединённые Штаты Америки | Япония        | Великобритания         |
| год ввода в строй                                | 1923                      | 1921          | 1927                   |
| размерения Д×Ш×О                                 | 190,2×29,7×9,2            | 213,4×29×9,1  | 216,6×32,3×8,6         |
| Водоизмещение стандартное, т                     |                           |               | 35 560                 |
| Водоизмещение нормальное, т                      | 33 123                    | 33 800        | 36 657                 |
| Водоизмещение полное, т                          | 34 129                    | 38 500        | 38 873                 |
| Артиллерия главного калибра                      | 4×2×406-мм/45             | 4×2×410-мм/45 | 3×3×406-мм/45          |
| Вспомогательная артиллерия                       | 12×127-мм/51              | 20×140-мм/50  | 6×2×152-мм/45          |
| Зенитная артиллерия                              | 4×76-мм/50                | 4×78-мм/40    | 6×120-мм/50 8×40-мм/40 |
| Торпедные аппараты                               | 2                         | 8             | 2                      |
| Главный броневой пояс, мм.                       | 343                       | 305           | 356-330                |
| Бронирование палубы, мм                          | 89+37                     | 69+50         | 159-95                 |
| Бронирование башен ГК — лоб/борт/крыша, мм.      | 457/254/127               | 305/230/127   | 406/279/184            |
| Барбеты башен ГК, мм.                            | 330                       | 305           | 381                    |
| Бронирование боевой рубки — стенки/крыша, мм     | 406/203                   | 369           | 356/165                |
| Энергетическая установка, л. с. (скорость, узлы) | 28 900 (21)               | 80 000 (26,5) | 45 000 (23)            |

| Характеристики главного калибра линкоров межвоенного периода | Характеристики главного калибра линкоров межвоенного периода | Характеристики главного калибра линкоров межвоенного периода | Характеристики главного калибра линкоров межвоенного периода | Характеристики главного калибра линкоров межвоенного периода |
| Орудие                                                       | 15″/42 Mark I                                                | 16″/45 Mark I                                                | 16″/45 Mark 1                                                | 41 см/45 Type 03                                             |
| ------------------------------------------------------------ | ------------------------------------------------------------ | ------------------------------------------------------------ | ------------------------------------------------------------ | ------------------------------------------------------------ |
| Страна                                                       | Великобритания                                               | Великобритания                                               | США                                                          | Япония                                                       |
| Калибр, мм                                                   | 381                                                          | 406                                                          | 406                                                          | 410                                                          |
| Длина ствола, калибров                                       | 42                                                           | 45                                                           | 45                                                           | 45                                                           |
| Год разработки                                               | 1912                                                         | 1922                                                         | 1917                                                         | 1914                                                         |
| Год принятия на вооружение                                   | 1915                                                         | 1927                                                         | 1921                                                         | 1921                                                         |
| Корабль                                                      | «Ривендж»                                                    | «Нельсон»                                                    | «Колорадо»                                                   | «Нагато»                                                     |
| Масса ствола, т                                              | 101,6                                                        | 109,7                                                        | 107,0                                                        | 101,6                                                        |
| Тип скрепления ствола                                        | проволокой                                                   | проволокой                                                   | цилиндрами                                                   | проволокой                                                   |
| Живучесть ствола, выстрелов                                  | 335                                                          | 200—250                                                      | 320                                                          | 250—300                                                      |
| Масса бронебойного снаряда, кг                               | 879                                                          | 929                                                          | 952                                                          | 1000                                                         |
| Начальная скорость снаряда, м/с                              | 732—785                                                      | 788—797                                                      | 790-792                                                      | 790                                                          |
| Максимальная дальность, км                                   | 33,38                                                        | 37,4—38,1                                                    | 31,36                                                        | 30,0 (25,5°)                                                 |
| Бронепробиваемость (мм) на дальности (км)                    |                                                              |                                                              |                                                              |                                                              |
| борт (0 км)                                                  | 687                                                          |                                                              |                                                              |                                                              |
| борт (9,144 км)                                              | 422                                                          |                                                              |                                                              |                                                              |
| борт (13,716 км)                                             | 353                                                          | 366                                                          |                                                              |                                                              |
| палуба (22,86 км)                                            | 121                                                          | 99                                                           |                                                              |                                                              |
| палуба (27,43 км)                                            | 145                                                          | 130                                                          |                                                              |                                                              |